# Colias lada
Colias lada  é uma borboleta da família Pieridae. É encontrada no Leste Paleártico (Tibete, China).

## Taxonomia
Foi aceite como uma espécie por Josef Grieshuber & Gerardo Lamas